# Aguas Negras
Aguas Negras (span. für „schwarze Wasser“) ist eine Ortschaft und eine Parroquia rural („ländliches Kirchspiel“) im Kanton Cuyabeno der ecuadorianischen Provinz Sucumbíos. Die Parroquia besitzt eine Fläche von 455,8 km². Beim Zensus im Jahr 2010 wurden 1463 Einwohner gezählt.

## Lage
Die Parroquia Aguas Negras liegt im Amazonastiefland. Das Gebiet besitzt eine Längsausdehnung in WNW-OSO-Richtung von 45 km sowie eine maximale Breite von 20 km. Entlang der nördlichen Verwaltungsgrenze fließt der Río Cuyabeno nach Osten. Dessen rechter Nebenfluss Río Aguas Negras begrenzt das Areal im Süden. Durch den westlichen Randbereich der Parroquia führt die Fernstraße E10 (Nueva Loja–Puerto El Carmen de Putumayo). Der Hauptort Aguas Negras befindet sich an der E10 4 km östlich vom Kantonshauptort Tarapoa am Oberlauf des Río Aguas Negras.
Die Parroquia Aguas Negras grenzt im Nordwesten und im Nordosten an die Parroquias Sansahuari und Puerto Bolívar (beide im Kanton Putumayo), im äußersten Osten an die Parroquia Cuyabeno sowie im Süden und im Westen an die Parroquia Tarapoa.

## Geschichte
Im Jahr 1978 wurde die Pre-cooperativa Aguas Negras eingerichtet.
Die Gründung der Parroquia Aguas Negras wurde am 22. Juli 1998 im Registro Oficial N° 366 bekannt gemacht und damit wirksam.

## Ökologie
Das Gebiet liegt mit Ausnahme des westlichen Randbereichs innerhalb der Reserva de Producción de Fauna Cuyabeno.